# 大和田侑
大和田　侑（おおわだ ゆう、2000年8月12日 - ）は、日本の男性プロレスラー。北海道札幌市出身。プロレスリング・ノア所属。現在はオオワダサンのリングネームで活動している。ユニットはTEAM 2000Xに所属している

## 経歴

### 入門前
少林寺拳法とアマチュアレスリングの経験があり、北海道札幌東豊高等学校時代にはレスリングでインターハイ、国体に出場したことがある。
少林寺拳法の研究のため様々な動画を見ていたところで中嶋勝彦の試合動画に出会い、プロレスラーを志すようになる。高校卒業後に上京し、アニマル浜口ジムで3年間トレーニングを積んだ。

### プロレスリング・ノア
2022年にプロレスリング・ノアへ入門。同期の練習生が続々と辞めていく中で、練習やリング周りの雑用を一人でこなしていた。
1年3ヶ月の練習生期間を経て、2023年7月15日の後楽園ホール大会でデビュー。シングルマッチで藤村加偉と対戦し、敗れた。
2024年1月2日の有明アリーナ大会において小澤大嗣からジャパニーズレッグロールクラッチホールドで初勝利を挙げた。また、拳王と組んでVictory Challenge Tag Leagueに出場し、3月8日の広島産業会館大会にて潮崎豪、小峠篤司組を相手にリーグ戦初勝利を記録した。
2025年1月2日、新宿FACE大会に丸藤正道と組んで、第二試合のタッグランブル戦に出場。
突如丸藤をリング外へ落とし造反すると、第四試合6人タッグ戦ではジャック・モリス、オモスらのパートナーとして登場。TEAM 2000Xに加入しヒールターンを果たす。
1月19日、春日部大会にてOZAWAの姓名判断により、リングネームをオオワダサンへ変更。

## 得意技
逆さ押さえ込み
この技で佐々木憂流迦からフォールを奪っている
Tボーンスープレックス
サイドスープレックス
ドロップキック

## 入場テーマ曲
YU100パーセント